# Hugo Borghi
Hugo Borghi (Campinas, 29 de outubro de 1910 — São Paulo, 26 de dezembro de 2002) foi um aviador,  empresário agroindustrial do algodão, e político brasileiro. Borghi combateu na Revolução de 1932 como aviador, tendo depois se exilado na Argentina. Posteriormente, ficou célebre pela atuação na campanha do queremismo.

## Carreira Política

### Atuação na campanha doQueremismo
Hugo Borghi foi um dos maiores financiadores do movimento queremismo.
Enfrentou resistência de setores do PTB que alegavam segundas intenções de Borghi. O empresário fez fortuna com a compra e venda de algodão durante o Estado Novo através de polêmicos financiamentos obtidos junto ao Banco do Brasil. Os jornais acusavam Borghi de apoiar o queremismo por temer a revelação do alegado tráfico de influência mantido entre Borghi e a diretoria do Banco do Brasil.
Durante a campanha de 1945, se notabilizou por ter criado a polêmica do “cordão dos marmiteiros”. O candidato da UDN, o brigadeiro Eduardo Gomes, em discurso afirmou não precisaria contar com os votos “dessa malta de desocupados que apoia o ditador para eleger-me presidente da república”. Borghi utilizou as várias emissoras de rádio que lhe pertenciam para propagar a versão de que o brigadeiro teria dito não precisar do voto dos “marmiteiros” – ou seja, dos operários e trabalhadores, mobilizando manifestações de rua contra o brigadeiro.
Diante do acirramento dos ânimos, o presidente interino José Linhares ordenou a instauração de uma comissão especial de inquérito para investigar as denúncias de tráfico de influência envolvendo Hugo Borghi. A comissão revelou que no auge das manifestações queremistas, Borghi, o maior líder do movimento, fizera retiradas de até 250 milhões de cruzeiros (398,1 milhões de reais) nos guichês do Banco do Brasil, valor muito acima do limite de crédito da empresa. A comissão concluiu pela culpabilidade de Hugo Borghi. Porém o presidente eleito Eurico Gaspar Dutra mandou arquivar o processo sem punição.

### Mandato Eletivo
Elegeu-se deputado federal pelo Partido Trabalhista Brasileiro (PTB) em 1945 e foi duas vezes candidato ao governo de estado de São Paulo, a primeira vez em 1947 e a segunda vez em 1950.
Foi secretário da Agricultura do Estado de São Paulo em 1948, na gestão de Ademar de Barros, em uma aliança de ocasião com o chefe pessepista.
Ao romper com o PTB, ajudou a organizar e integrou o PTN e, depois, o Partido Rural Trabalhista (PRT) - antigo Partido Republicano Trabalhista - pelo qual se elegeu deputado federal em 1958 e 1962. Encerrou sua carreira política ao final de seu último mandato.
Foi pioneiro no uso de slogans e do rádio nas campanhas eleitorais.